# Agenten der Nacht
Agenten der Nacht (Originaltitel: All Through the Night) ist ein US-amerikanischer Spionagefilm mit Humphrey Bogart in der Hauptrolle. Der Film wurde am 2. Dezember 1941 uraufgeführt.

## Handlung
Der alte Bäcker Miller wird von einem unheimlichen Fremden ermordet. Gloves Donahue, Boss einer Gruppe professioneller Spieler, findet eine Spur zu der Nachtclubsängerin Leda Hamilton, die aus Deutschland stammt. Sie wird kurz darauf entführt. Donahue spürt sie im Auktionshaus von Ebbing auf. Das Unternehmen entpuppt sich als Tarnfirma von Nazis, die Sabotageakte planen.

## Kritik
„Bisweilen fahrig inszenierter Spionage- und Agentenfilm nach dem plumpen Propagandaschema Hollywoods, mit auf Schurkenrollen festgelegten deutschen Emigranten (Veidt, Lorre) und einem brillant agierenden Humphrey Bogart in der Hauptrolle.“

## Synchronisation
- Humphrey Bogart: Joachim Kemmer[2]
- Peter Lorre: Hans Zander